# چگونه با مادرتان آشنا شدم (فصل ۲)
فصل دوم سریال چگونه با مادرتان آشنا شدم در ۱۸ سپتامبر ۲۰۰۶ شروع شد و در ۱۴ می ۲۰۰۷ به پایان رسید. این سریال در ایالات متحده توسط شبکه سی بی اس در شب‌های دوشنبه ساعت ۸:۳۰ پخش می‌شد. این فصل شامل ۲۲ قسمت بوده که هر کدام در حدود ۲۲ دقیقه می‌باشند.

## بازیگران

### شخصیتهای اصلی
- جاش رادنر در نقش تد موزبی
- جیسون سیگل در نقش مارشال اریکسن
- کوبی اسمالدرز در نقش رابین شرباتسکی
- نیل پاتریک هریس در نقش بارنی استینسون
- آلیسون هانیگن در نقش لیلی آلدرین
- باب سگت در نقش تد موزبی آینده (فقط صدا)

### شخصیت‌های دوره‌ای و مهمان
- لیندزی فونسکا در نقش پنی دختر تد
- دیوید هنری در نقش لوک پسر تد
- جو نیوز در نقش کارل
- چارلنه آمویا در نقش وندی
- جو منگنیلو در نقش برد موریس
- مارشال منش در نقش رانجیت
- برایان کرانستون در نقش هاموند درودرز
- دیوید برتکا در نقش اسکوتر
- باب بارکر در نقش خودش
- وین بردی در نقش جیمز استینسون
- مایکل گروس در نقش آلفرد موزبی
- کریستین رز در نقش ویرجینیا موزبی
- لوسی هیل در نقش کتی شروباتسکی

## قسمت‌ها
| شم. کلی | شم. در فصل | عنوان                        | کارگردان     | نویسنده                | تاریخ انتشار اصلی | کد تولید | US تعداد بیننده (میلیون) |
| ------- | ---------- | ---------------------------- | ------------ | ---------------------- | ----------------- | -------- | ------------------------ |
| ۲۳      | ۱          | «ما کجا بودیم؟»              | پاملا فرایمن | کارتر بیز و کریگ توماس | ۱۸ سپتامبر ۲۰۰۶   | 2ALH01   | 10.48                    |
| ۲۴      | ۲          | «عقرب و وزغ»                 | راب گرینبرگ  | کریس هریس              | ۲۵ سپتامبر ۲۰۰۶   | 2ALH02   | 9.14                     |
| ۲۵      | ۳          | «برانچ»                      | پاملا فرایمن | استیون لوید            | ۲ اکتبر ۲۰۰۶      | 2ALH03   | 9.32                     |
| ۲۶      | ۴          | «تدوین موزبی، معمار»         | پاملا فرایمن | کریستین نیومن          | ۹ اکتبر ۲۰۰۶      | 2ALH04   | 9.09                     |
| ۲۷      | ۵          | «بزرگترین زوج جهان»          | پاملا فرایمن | برندا اسو              | ۱۶ اکتبر ۲۰۰۶     | 2ALH06   | 9.05                     |
| ۲۸      | ۶          | «عدالت آلدرین»               | پاملا فرایمن | جیمی رونهایمر          | ۲۳ اکتبر ۲۰۰۶     | 2ALH05   | 9.59                     |
| ۲۹      | ۷          | «سوارلی»                     | پاملا فرایمن | گرگ مالینز             | ۶ نوامبر ۲۰۰۶     | 2ALH07   | 8.22                     |
| ۳۰      | ۸          | «آتلانتیک سیتی»              | پاملا فرایمن | ماریا فراری            | ۱۳ نوامبر ۲۰۰۶    | 2ALH08   | 9.33                     |
| ۳۱      | ۹          | «شرطه سیلی»                  | پاملا فرایمن | کورتنی کنگ             | ۲۰ نوامبر ۲۰۰۶    | 2ALH09   | 8.85                     |
| ۳۲      | ۱۰         | «استقامت مجردی»              | پاملا فرایمن | کریستین نیومن          | ۲۷ نوامبر ۲۰۰۶    | 2ALH10   | 9.85                     |
| ۳۳      | ۱۱         | «لیلی چگونه کریسمس را دزدید» | پاملا فرایمن | برندا اسو              | ۱۱ دسامبر ۲۰۰۶    | 2ALH12   | 8.66                     |
| ۳۴      | ۱۲         | «اولین بار در نیویورک»       | پاملا فرایمن | گلوریا کالدرون کلت     | ۸ ژانویه ۲۰۰۷     | 2ALH11   | 8.37                     |
| ۳۵      | ۱۳         | «ستون‌ها»                     | راب گرینبرگ  | مت کوهن                | ۲۲ ژانویه ۲۰۰۷    | 2ALH14   | 9.42                     |
| ۳۶      | ۱۴         | «دوشنبه شب فوتبال»           | راب گرینبرگ  | کارتر بیز و کریگ توماس | ۵ فوریه ۲۰۰۷      | 2ALH13   | 10.61                    |
| ۳۷      | ۱۵         | «پنی خوش‌شانس»                | پاملا فرایمن | جیمی رونهایمر          | ۱۲ فوریه ۲۰۰۷     | 2ALH15   | 9.68                     |
| ۳۸      | ۱۶         | «چیز»                        | پاملا فرایمن | کورتنی کنگ             | ۱۹ فوریه ۲۰۰۷     | 2ALH16   | 8.95                     |
| ۳۹      | ۱۷         | «آریودرسی، فیرو»             | پاملا فرایمن | کریس هریس              | ۲۶ فوریه ۲۰۰۷     | 2ALH17   | 9.33                     |
| ۴۰      | ۱۸         | «روز حرکت»                   | پاملا فرایمن | ماریا فراری            | ۱۹ مارس ۲۰۰۷      | 2ALH18   | 7.27                     |
| ۴۱      | ۱۹         | «پارتی مجردی»                | پاملا فرایمن | کارتر بیز و کریگ توماس | ۹ آوریل ۲۰۰۷      | 2ALH19   | 9.90                     |
| ۴۲      | ۲۰         | «نمایش»                      | پاملا فرایمن | گلوریا کالدرون کلت     | ۳۰ آوریل ۲۰۰۷     | 2ALH20   | 7.24                     |
| ۴۳      | ۲۱         | «چیز قرض گرفته شده»          | پاملا فرایمن | گرگ مالینز             | ۷ مه ۲۰۰۷         | 2ALH21   | 7.69                     |
| ۴۴      | ۲۲         | «یک چیز آبی»                 | پاملا فرایمن | کارتر بیز و کریگ توماس | ۱۴ مه ۲۰۰۷        | 2ALH22   | 9.90                     |